# Surely
Surely株式会社（シュアリー、英: Surely, corp.）は、WEB制作やEventSurelyサイト運営、人材派遣サービスを展開する日本のITベンチャー企業。創業時は人材派遣を中心とした事業体であったが、現在はWEBコンサルティングや販売コンサルティングが中心の総合コンサルティング事業者でもある。その他、街コン企画運営やツアーコンダクター事業を手掛ける。

## 沿革
- 2013年
  - 4月24日 - Surely株式会社設立

- 2014年
  - 5月3日 - 本社を東京都港区北青山2-7-26 Landwork青山ビル2階に移転
  - 12月18日 - 特定労働者派遣事業届(変更)

- 2016年
  - 8月17日 - 古物商認可 第 301121606506 号
  - 11月1日
    - 労働者派遣事業認可(一般派遣)般 13-307011
    - 有料職業紹介事業認可 13-ユ-308113